# حرای سیاه
حرای سیاه (نام علمی: Avicennia germinans) درختچه یا درخت کوچکی است که تا ارتفاع ۱۲ متر (۳۹ فوت) در تیرهٔ پاخرسیان (Acanthaceae) رشد می‌کند. در مناطق گرمسیری و نیمه‌گرمسیری قاره آمریکا، در هر دو سواحل اقیانوس اطلس و اقیانوس آرام، و در سواحل اقیانوس اطلس آفریقای استوایی، جایی که در سواحل شنی و گل‌آلود جایی که آب دریا به آن می‌رسد، رشد می‌کند. این گونه در سراسر مناطق ساحلی تگزاس و فلوریدا رایج است و تا شمال لوئیزیانای جنوبی و شمال فلوریدا در ایالات متحده را شامل می‌شود.
مانند بسیاری از گونه‌های دیگر حرا، توسط زنده‌زایی تکثیر می‌شود. دانه‌ها در یک میوه محصور شده‌اند، که وقتی نهال جوانه‌زده در آب می‌افتد آشکار می‌شود.

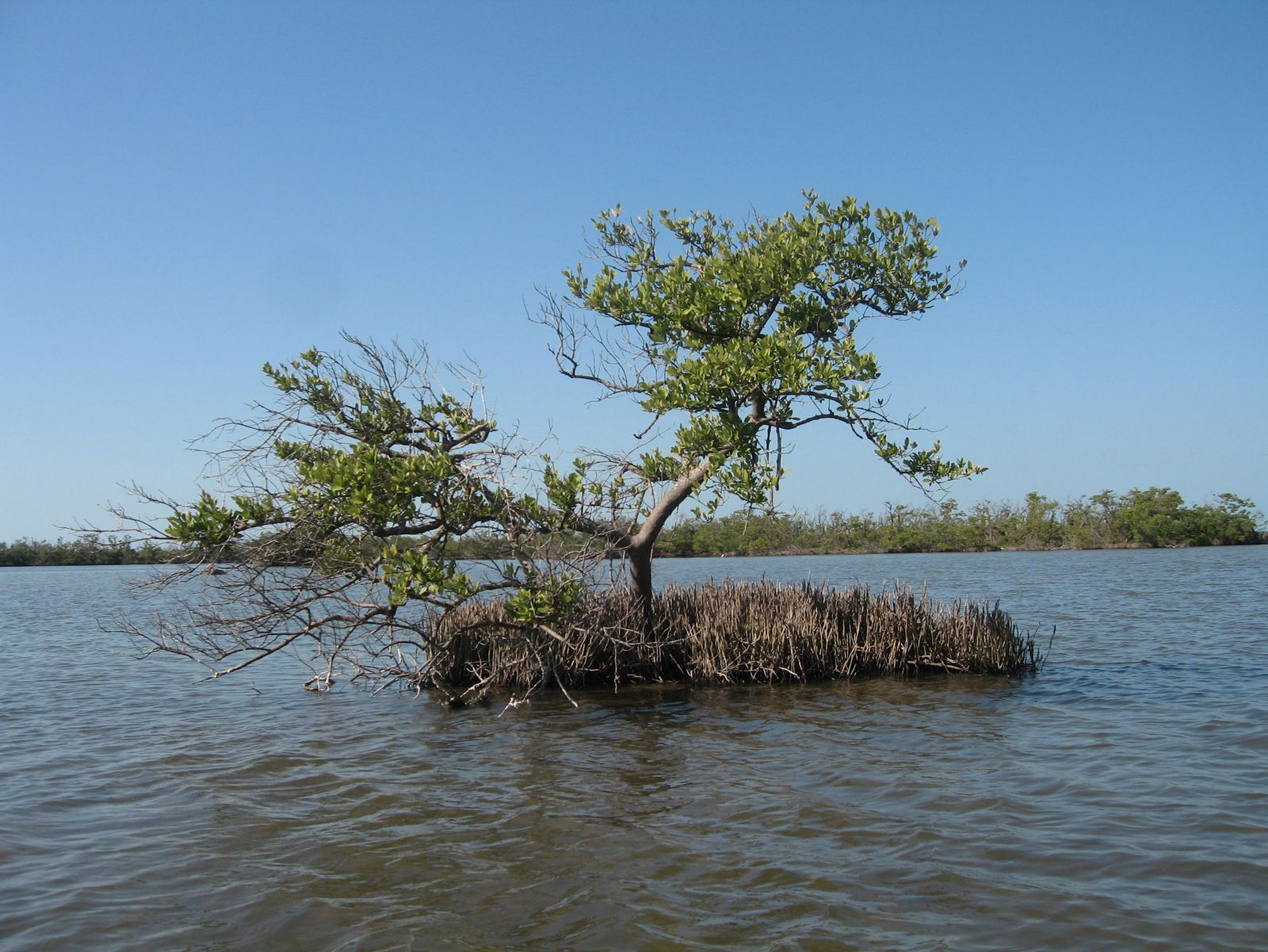
درخت حرای سیاه در حال رشد در آب‌های کم‌عمق در پارک ملی اورگلیدز